# Wohn- und Wirtschaftsgebäude Neue Straße 12

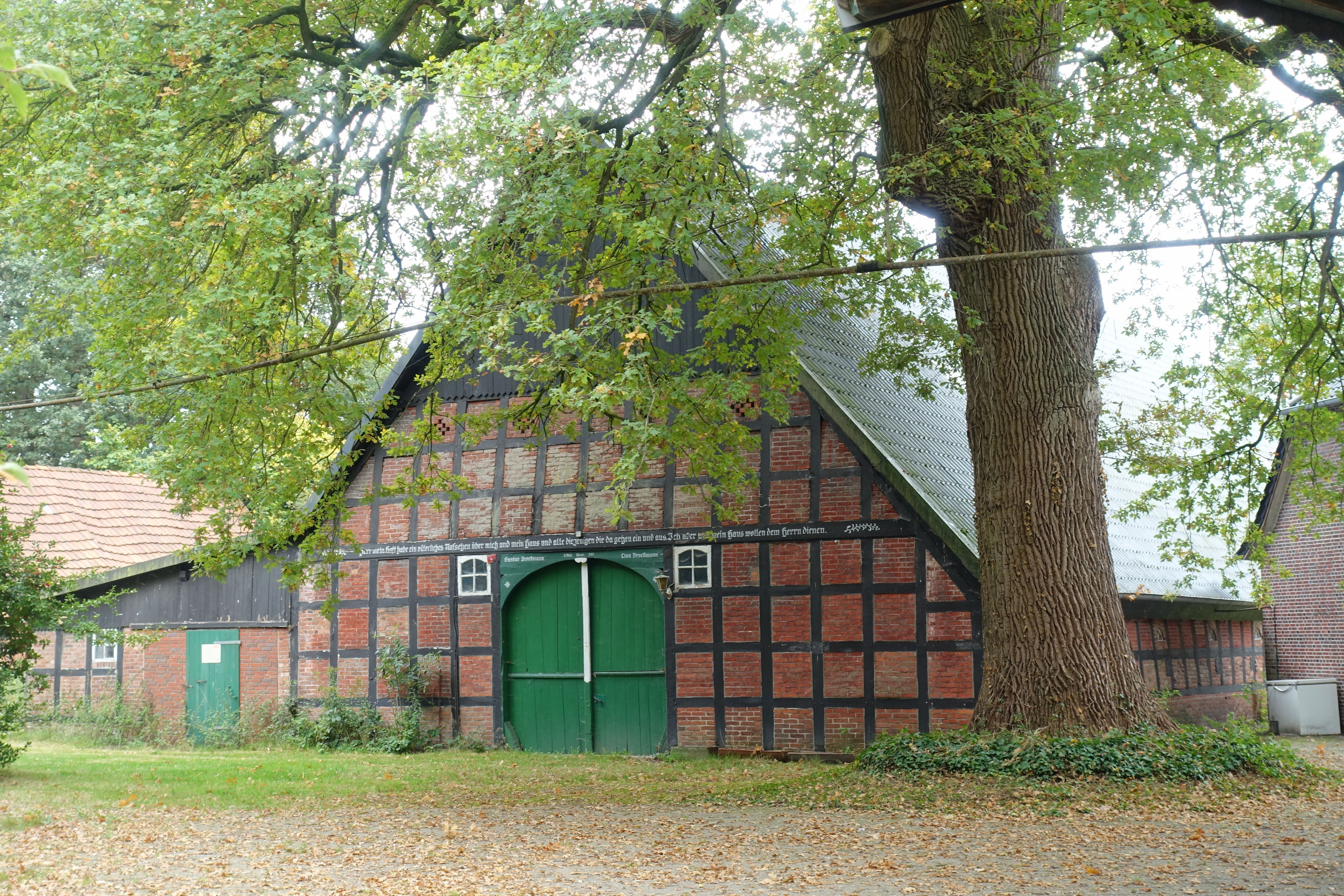
Nordost- und Nordwestfassade (2022)

Das Wohn- und Wirtschaftsgebäude Neue Straße 12 in der niedersächsischen Gemeinde Elsdorf, Ortsteil Hatzte, wurde am Ende des 18. Jahrhunderts gebaut. Aktuell (2025) wird es zum Wohnen und wohl gewerblich genutzt.
Das Gebäude steht unter Denkmalschutz (siehe auch Liste der Baudenkmale in Elsdorf (Niedersachsen)).

## Beschreibung
Das eingeschossige giebelständige Gebäude als Zweiständer-Hallenhaus in gleichmäßigem Fachwerk mit Steinausfachungen, mit Satteldach, Niedersachsengiebel mit Uhlenloch, Pferdeköpfen und Grooter Door mit Korbbogen wurde 1797 für Gustav und Lisa Breckmann (Inschrift) gebaut. Das obere Giebeldreieck wurde regionaltypisch vertikal verbrettert. Im Inneren ist das Haus größtenteils unverändert erhalten. An der linken Seite wurde ein Schuppen mit Pultdach später angefügt.
Das Landesdenkmalamt befand u. a.: „… ein regionstypisches Hallenhaus vom Ende des 18. Jahrhunderts in Zweiständerkonstruktion ….“